# C5H4O4
化学式C5H4O4（摩尔质量：128.08 g/mol）可能指：
- 戊二烯二酸，混合CAS号：32804-68-5
- 戊炔二酸，CAS号：505-37-3
- 二甲酰基丙二醛，CAS号：2454342-16-4

|  | 这个同类索引页列出了具有相同分子式的化学物（即同分異構體）条目。 除非您是有意链接至本页，否则应将相应条目的内部链接指向正确的条目。 |